# Матвеев, Денис Владимирович
 Дени́с Влади́мирович Матве́ев  (род. 25 апреля 1983) — российский космонавт-испытатель отряда ФГБУ «НИИ ЦПК имени Ю. А. Гагарина». 126-й космонавт СССР/России (128-й гражданин СССР/России в космосе). До поступления в отряд космонавтов работал научным сотрудником и инженером НИИ ЦПК.
18 марта 2022 года стартовал с космодрома Байконур на транспортном пилотируемом корабле «Союз МС-21» к Международной космической станции в качестве бортинженера № 1 корабля. Вернулся на Землю 29 сентября 2022 года. Продолжительность полёта составила более 194 суток. Совершил четыре выхода в открытый космос, общая продолжительность работ в открытом космосе составила более 26 часов. 29 июля 2024 года завершил работу в отряде космонавтов Роскосмоса.
Герой Российской Федерации, лётчик-космонавт Российской Федерации (2024).

## Биография
Денис Владимирович Матвеев родился 25 апреля 1983 года в Ленинграде (ныне Санкт-Петербург). С 1989 по 2000 год учился в Звёздном городке (Московская область) в муниципальной общеобразовательной школе имени В. М. Комарова с углублённым изучением английского языка.
Начиная с 10 класса, посещал подготовительные курсы МГТУ имени Н. Э. Баумана, и после окончания школы с серебряной медалью, поступил в данный университет на факультет информатики и систем управления.
В 2006 году окончил университет по специальности «Вычислительные машины, комплексы, системы и сети» (кафедра ИУ6).
По окончании МГТУ более 4-х лет работал в ЦПК младшим научным сотрудником 50-го отдела РГНИИ ЦПК (в/ч 26266), занимался вопросами организации подготовки космонавтов. С 2009 года работал в должности ведущего инженера 5-го отдела ФГБУ НИИ ЦПК.

### Космическая подготовка
7 сентября 2010 года в ходе открытого набора в отряд космонавтов Роскосмоса 2010 года был признан годным по состоянию здоровья для зачисления качестве кандидата в космонавты в отряд космонавтов. 12 октября 2010 года решением Главной медицинской комиссии рекомендован к зачислению в отряд космонавтов ФГБУ «НИИ ЦПК имени Ю. А. Гагарина» (15-й набор). 15 ноября 2010 года назначен на должность кандидата в космонавты-испытатели отряда космонавтов ФГБУ «НИИ ЦПК имени Ю. А. Гагарина» и приступил к полуторагодичной общекосмической подготовке в Центре подготовки космонавтов имени Гагарина.
В январе 2011 года принимал участие в тренировках на выживание в подмосковном лесу в составе условного экипажа вместе с космонавтом Романом Романенко и астронавтом Томасом Маршбёрном. 30 августа 2011 года приступил к лётной подготовке: знакомство с самолётом Л-39 и техникой полёта, выполнение полётов в дневную и ночную смену, освоение фигур сложного и высшего пилотажа. 17 ноября 2011 года на подмосковном аэродроме Чкаловский приступил к тренировкам в условиях невесомости, воспроизводимой на борту самолёта-лаборатории Ил-76 МДК. 13 марта 2012 года приступил к тренировкам по внекорабельной деятельности в гидролаборатории ЦПК им. Ю. А. Гагарина, которая предусматривает подготовку к типовым операциям ВКД в модификации скафандра «Орлан-МК». 31 июля 2012 года сдал государственный экзамен по окончании общекосмической подготовки. 3 августа 2012 года решением Межведомственной квалификационной комиссии присвоена квалификация «космонавт-испытатель».
С 10 по 12 августа 2012 года на космодроме Байконур в составе условного экипажа вместе с Андреем Бабкиным и Сергеем Кудь-Сверчковым принимал участие в практической отработке действий экипажа после приземления в условиях пустынной местности. 8 — 9 июля 2014 года на базе 179-го учебного Центра МЧС (г. Ногинск Московской области) участвовал в тренировках по подъёмам на борт вертолёта, находящегося в режиме висения.
В сентябре 2014 года принял участие в летных тренировках по проведению визуально-инструментальных наблюдений (ВИН) природных и антропогенных объектов озера Байкал и прилегающих к нему территорий. Тренировки выполнялись с борта самолёта-лаборатории Ту-134-ЛК.
С 2015 года проходил подготовку для полёта на транспортном пилотируемом корабле серии «Союз МС». В октябре 2019 года в составе условного экипажа вместе с Сергеем Микаевым и Олегом Платоновым прошёл полный цикл «водного выживания» («сухая», «длинная» и «короткая» тренировки) на базе Универсального морского терминала «Имеретинский» на Чёрном море в Адлерском районе города Сочи.
Проходил подготовку в составе основного экипажа космической экспедиции МКС-67.
29 июля 2024 года завершил работу в отряде космонавтов Роскосмоса.

## Полёт
18 марта 2022 года в 18:55:19 мск с помощью ракеты носителя «Союз-2.1а» со стартовой площадки № 31 («Восток») космодрома Байконур был произведён запуск ТПК «Союз МС-21» с полностью российским экипажем: командир корабля — Олег Артемьев, бортинженеры Денис Матвеев и Сергей Корсаков (все трое выпускники МГТУ имени Баумана). Полёт экипажа корабля к станции проходил в полётных скафандрах «Сокол КВ-2». Сближение корабля с МКС прошло по «сверхбыстрой» двухвитковой схеме
18 марта 2022 года в 22:06 мск была проведена стыковка корабля к узловому модулю «Причал» российского сегмента МКС. Стыковка проходила сначала в автоматическом режиме, затем космонавт Олег Артемьев состыковал корабль с МКС в ручном режиме. Это была первая стыковка корабля «Союз» к новому российскому модулю.
18 апреля 2022 года Денис Матвеев вместе с космонавтом Олегом Артемьевым совершил выход в открытый космос для проведения работ первого этапа подготовки европейского дистанционного манипулятора ERA к эксплуатации на российском сегменте МКС. Космонавты установили и подключили внешний пульт управления манипулятором ERA, смонтировали три поручня на ERA и установили адаптер переносного рабочего места, сняли защитные чехлы с оборудования. Продолжительность выхода в открытый космос составила 6 часов 37 минут. 28 апреля космонавты в том же составе совершили второй выход в открытый космос продолжительностью более 7 часов. Они провели подготовительные операции с дистанционным манипулятором ERA, а затем, совместно с космонавтом Роскосмоса Сергеем Корсаковым (находился на борту станции), впервые активировали его работу. Также, космонавты Артемьев и Матвеев развернули копию Знамени Победы в Великой Отечественной войне на многоцелевом лабораторном модуле «Наука» в преддверии Дня Победы.
17 августа космонавты О. Артемьев и Д. Матвеев продолжили работы на внешней поверхности станции по подготовке европейского дистанционного манипулятора ERA. Космонавты установили на манипуляторе две локтевые телекамеры и демонтировали стартовое кольцо с одного из двух его концевых эффекторов. В связи с падением напряжения аккумуляторной батареи в скафандре «Орлан-МКС» Олег Артемьев по указанию Центра управления полетами вернулся внутрь модуля «Поиск» и подключил скафандр к бортовому электропитанию. Денис Матвеев по завершении работ также благополучно вернулся внутрь станции. Время выхода в открытый космос составило 4 часа 1 минуту.
2 сентября космонавты О. Артемьев и Д. Матвеев продолжили работы на внешней поверхности станции по подготовке европейского дистанционного манипулятора ERA. На внешней поверхности модуля «Наука» космонавты установили платформу с адаптерами, перенесли внешний пульт управления EMMI к базовой лётной точке БТЛ-3 и подключили его, смонтировали два мягких поручня, отрегулировали приводы TRM на концевых эффекторах КЭ-1 и КЭ-2 манипулятора ERA и сняли стартовое кольцо с эффектора КЭ-1. Также космонавты заменили рамку с защитными стеклами для видеокамеры CLU-1 на эффекторе КЭ-1, протестировали управление манипулятором ERA с пульта EMMI и установили блокиратор на грузовую стрелу ГСтМ-1. Время выхода в открытый космос составило более 7 часов.
29 сентября 2022 года в 13:57:11 мск спускаемый аппарат пилотируемого корабля «Союз МС-21» («С. П. Королев») с экипажем 67-й длительной экспедиции на Международной космической станции приземлился в районе казахстанского города Жезказган. Продолжительность полёта составила 194 суток 19 часов 1 минута.
Статистика полётов
| # | Стартовый корабль | Старт, UTC        | Экспедиция            | Корабль посадки | Посадка, UTC      | Налёт                       | Выходы в открытый космос | Время в открытом космосе |
| - | ----------------- | ----------------- | --------------------- | --------------- | ----------------- | --------------------------- | ------------------------ | ------------------------ |
| 1 | Союз МС-21        | 18.03.2022, 15:55 | Союз МС-21, МКС-66/67 | Союз МС-21      | 29.09.2022, 15:57 | 194 суток 19 часов 1 минута | 4                        | 26 часов 07 минут        |

## Награды и почётные звания
- Герой Российской Федерации (5 февраля 2024 года) — за мужество и героизм, проявленные при осуществлении длительного космического полёта на Международной космической станции[17];
- Лётчик-космонавт Российской Федерации (5 февраля 2024 года) — за мужество и героизм, проявленные при осуществлении длительного космического полёта на Международной космической станции[17].

## Семья, увлечения
Денис Владимирович Матвеев женат, есть один ребёнок.
Денис увлекается спортом. Имеет 3-й разряд по плаванию и 1-й разряд по баскетболу.